# (3876) Quaide
(3876) Quaide es un asteroide perteneciente al cinturón de asteroides, descubierto el 19 de mayo de 1988 por Eleanor F. Helin desde el Observatorio del Monte Palomar, Estados Unidos.

## Designación y nombre
Designado provisionalmente como 1988 KJ. Fue nombrado Quaide en honor al estadounidense experto en ciencias planetarias William L. Quaide.